# Aurora Pavlovna Demidova
Aurora Pavlovna Demidova (in russo Аврора Павловна Демидова?; Kiev, 2 novembre 1873 – Bussolino, 16 giugno 1904) è stata una nobildonna russa, della celebre famiglia dei Demidov, principi di San Donato.

## Biografia

### Infanzia
Nacque il 2 novembre 1873 a Kiev da Pavel Pavlovič Demidov e da Elena Petrovna Trubeckaja.

### Primo matrimonio
Sposò in prime nozze il principe Arsen Karađorđević e fu madre di Paolo Karađorđević.
La coppia successivamente divorziò nel 1896.

### Secondo matrimonio
Aurora Pavlovna Demidova si risposò con il conte palatino Nicola Giovanni Maria di Noghera a Genova il 4 novembre 1897, da cui ebbe quattro figli: Helena Aurora, Alberto, Giovanni e Amedeo di Noghera.

### Morte
La principessa morì il 16 giugno 1904 a Bussolino e venne sepolta nel Cimitero Monumentale di Milano.

## Discendenza
La principessa ebbe con Arsen Karađorđević, suo primo marito, un figlio:
- Paolo Karađorđević.

Dalle seconde nozze con Nicola Giovanni Maria di Noghera nacquero quattro figli:
- Alberto di Noghera (1897 prima del matrimonio - 1971);
- Helena Aurora di Noghera (1898-1967);
- Giovanni di Noghera;
- Amedeo di Noghera (1902-1982)[2].